# Liste der Kulturdenkmale in Büdelsdorf
In der Liste der Kulturdenkmale in Büdelsdorf sind alle Kulturdenkmale der schleswig-holsteinischen Stadt Büdelsdorf (Kreis Rendsburg-Eckernförde) aufgelistet (Stand: 10. März 2025).

## Legende
In den Spalten befinden sich folgende Informationen:
- Objekt-ID: die Nummer des Kulturdenkmales
- Lage: die Adresse des Kulturdenkmales und die geographischen Koordinaten. Kartenansicht, um Koordinaten zu setzen. In der Kartenansicht sind Kulturdenkmale ohne Koordinaten mit einem roten Marker dargestellt und können in der Karte gesetzt werden. Kulturdenkmale ohne Bild sind mit einem blauen Marker gekennzeichnet, Kulturdenkmale mit Bild mit einem grünen Marker.
- Offizielle Bezeichnung: Bezeichnung des Kulturdenkmales
- Beschreibung: die Beschreibung des Kulturdenkmales
- Bild: ein Bild des Kulturdenkmales

## Sachgesamtheiten
| Objekt-ID      | Lage                                                | Offizielle Bezeichnung | Beschreibung | Bild            |
| -------------- | --------------------------------------------------- | ---------------------- | --- | --------------- |
| 45655 Wikidata | Neue Dorfstraße 46, 67 (54° 19′ 6″ N, 9° 39′ 57″ O) | Emil-Nolde-Schule      | Emil-Nolde-Schule; 1909–1920, Stadtbaumeister Ströh, erw. 1912 u. 1920 durch Hermann Rohwers; Hauptgebäude zweigeschossiger Putzbau unter Kurzwalmdach, gotisierender Ziegeldekor, Turnhalle 1920 in zurückhaltenden Formen des Heimatschutzes - Begründung: geschichtlich, künstlerisch, städtebaulich - Schutzumfang: Emil-Nolde-Schule (Neue Dorfstraße 67), Turnhalle (Neue Dorfstraße 46) | Fotos hochladen |

## Bauliche Anlagen
| Objekt-ID      | Lage                                            | Offizielle Bezeichnung   | Beschreibung | Bild            |
| -------------- | ----------------------------------------------- | ------------------------ | --- | --------------- |
| 10191 Wikidata | Brückenstraße 1 (54° 18′ 45″ N, 9° 40′ 0″ O)    | Direktorenvilla          | Die Villa wurde 1924 für die Hollerschen Carlshütte AG, später Ahlmann-Hütte, erbaut. Der Entwurf kam von Ernst Prinz. Es ist ein eingeschossiger Bau mit einem Halbwalmdach. ehem. Direktorenvilla; eingeschossiger Backsteinbau mit ausschwingendem Halbwalmdach, gartenseitig Mittelrisalit, flankierende Standerker und Freitreppe, sowie bauzeitliche Innenausstattung; Garage und ehem. Hühnerstall - Begründung: geschichtlich, künstlerisch, städtebaulich - Schutzumfang: ehem. Direktorenvilla, Garage, ehem. Hühnerstall - Denkmaltyp: Bauliche Anlage | Fotos hochladen |
| 16654 Wikidata | Hollerstraße 4 a (54° 18′ 47″ N, 9° 39′ 32″ O)  | Wohn- und Arztpraxenhaus | Wohn- und Arztpraxenhaus; 1928, von Peter Jochimsen; giebelständiger, eingeschossiger Backsteinbau mit Kniestock unter Satteldach und expressiven Schildgiebeln an den Stirnseiten; mit Einfriedungsmauer - Begründung: geschichtlich, künstlerisch, städtebaulich - Schutzumfang: Wohn- und Arztpraxenhaus, Einfriedung - Denkmaltyp: Bauliche Anlage | BW              |
| 15055 Wikidata | Neue Dorfstraße 67 (54° 19′ 6″ N, 9° 39′ 58″ O) | Emil-Nolde-Schule        | Emil-Nolde-Schule; 1909, Stadtbaumeister Ströh, erw. 1912 u. 1920 durch Hermann Rohwers; zweigeschossiger Putzbau unter Kurzwalmdach als Mädchenschule errichtet, Erdgeschoss in Sichtmauerwerk und Ziegeldekor um die gleichmäßig gesetzten Stichbogenfenster und in der Gesimszone - Begründung: geschichtlich, künstlerisch, städtebaulich - Schutzumfang: gesamtes Objekt - Denkmaltyp: Bauliche Anlage, Sachgesamtheit: Emil-Nolde-Schule | Fotos hochladen |

## Quelle
- Liste der Kulturdenkmale in Schleswig-Holstein – Kreis Rendsburg-Eckernförde

- Karte mit allen Koordinaten:
- OSM |
- WikiMap